# Bluebird Cargo
Bluebird Cargo – islandzka linia lotnicza cargo z siedzibą w Reykjavíku. Głównym węzłem jest port lotniczy Keflavík.